# Skenholmen

Skenholmen är en ö i Gotlands kommun i Gotlands län, belägen utanför nordöstra Gotland. Ön har en area av 256,5 hektar. Skenholmen har ett rikt fågelliv och till de häckande fågelarterna hör bland annat grågås, vitkindad gås, ejder (flera hundra par), skärfläcka, kärrsnäppa, brushane, ljungpipare, storspov och småtärna. Vintertid uppehåller sig ofta havsörn på ön. Mellan den 15 mars och den 15 juli varje år är det förbjudet att vistas på ön på grund av fågelskyddsområdet. Skenholmen är nästan helt trädlös och täckt av gräs. Den används som fårbete.